# فونس
فونس (به ایتالیایی: Funes) یک منطقهٔ مسکونی در ایتالیا است که در تیرول جنوبی واقع شده‌است.

## خصوصیات
فونس ۸۱٫۲ کیلومترمربع مساحت و ۲٬۵۵۲ نفر جمعیت دارد و ۱٬۱۳۲ متر بالاتر از سطح دریا واقع شده‌است.